# Америнг
Америнг (нем. Amering) — сельский населённый пункт и бывшая политическая община (нем. Gemeinde) в Австрии, в федеральной земле Штирия (политический округ Мурталь).
Население на 31 декабря 2005 года — 1020 человек, площадь 48 км². Идентификационный код — 6 20 01.

## Политическая ситуация
Бургомистр общины — Петер Бахер (АНП) по результатам выборов 2005 года.
Совет представителей общины (нем. Gemeinderat) состоит из 15 мест. АНП занимает 12 мест. СДПА занимает 3 места.